# Ground and pound

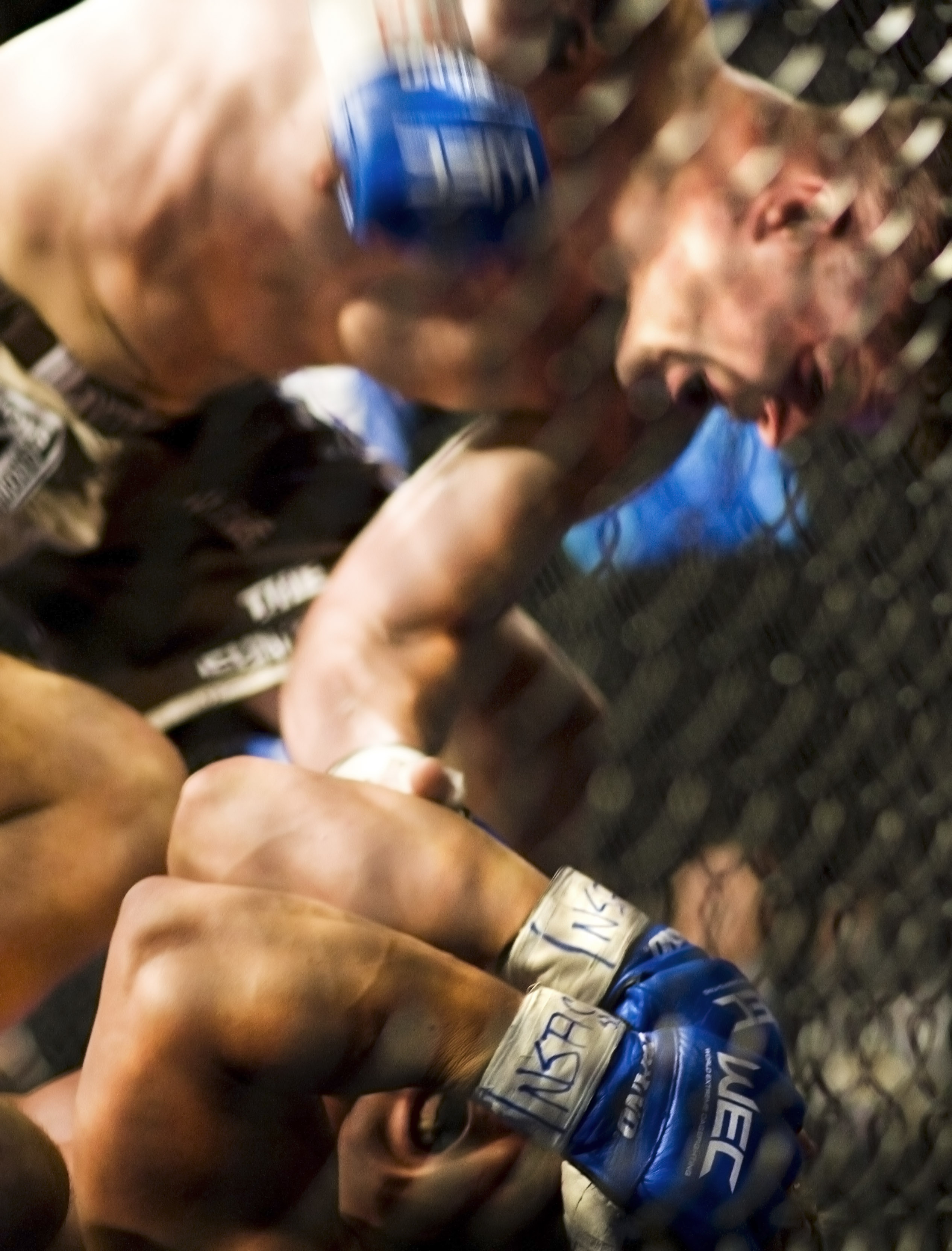
Brian Stann usando o ground and pound em combate com Jeremiah Billington no WEC 30 (2007).

Ground and pound, é uma técnica empregada em esportes de combate particularmente no M.M.A. (artes marciais mistas). 
É usado quando o combate pode ser finalizado no solo por nocaute em vez de submissão. Consiste em aplicar um golpe desequilibrante no adversário, levá-lo ao solo, dominá-lo (normalmente, assumindo a "posição de montada") e desferir contra o mesmo golpes traumáticos com punhos, cotovelos, etc.  

## História
Mark Coleman foi o primeiro a usar esta técnica no UFC 10, seguido por Mark Kerr, Don Frye, Kevin Randleman, Frank Trigg, Frank Shamrock e Tito Ortiz. Fedor Emelianenko, especialista em sambo e judô, é considerado também um expert em GNP. 
Lutadores com boa defesa contra submissões e um bom nível de grappling usam-no com frequencia. Destacam-se Matt Hughes e Mitsuhiro Ishida. Atualmente, o ground and pound é uma parte essencial no treinamento de atletas de M.M.A. 